# Anh hùng Nguyễn Trung Trực (phim truyền hình)
Anh hùng Nguyễn Trung Trực là một bộ phim truyền hình được thực hiện bởi Hãng phim Truyền hình Thành phố Hồ Chí Minh, Đài Truyền hình Thành phố Hồ Chí Minh cùng Hãng phim Cửu Long do Phan Hoàng làm đạo diễn. Phim lấy nguyên mẫu từ cuộc đời của Nguyễn Trung Trực, thủ lĩnh phong trào khởi nghĩa chống Pháp vào nửa cuối thế kỷ 19 ở Nam Bộ. Phim phát sóng vào lúc 22h00 từ thứ 5 đến Chủ Nhật hàng tuần bắt đầu từ ngày 18 tháng 3 năm 2012 và kết thúc vào ngày 22 tháng 4 năm 2012 trên kênh HTV9.

## Nội dung
Anh hùng Nguyễn Trung Trực kể về nước Việt Nam vào những năm đầu thế kỷ 19 bị giặc Pháp sang xâm lược. Khi đó, triều đình Huế nhu nhược chủ hòa và dâng đất cho giặc để cầu an. Bất bình và phẫn nộ trước sự hèn nhát của bọn vua quan, người dân chài Nguyễn Trung Trực đã quyết định vùng lên chiến đấu một mất một còn. Chỉ bằng những vũ khí thô sơ như gậy gộc, giáo mác,...ông chỉ huy những anh em trong làng làm dậy lên phong trào kháng Pháp và làm cho chúng phải khiếp sợ bằng 2 chiến công hiển hách: đốt tàu chiến Espérence tại Vàm Nhật Tảo và tiêu diệt Thành Sơn Đá – Rạch Giá chỉ trong một đêm...

## Diễn viên
- Lý Anh Tuấn trong vai Nguyễn Trung Trực[5]
- Gérard Maurice trong vai Đô đốc Ohier
- Nguyên Khôi trong vai Nguyễn Tri Phương
- Denis Robe trong vai Đô đốc La Grandière
- Mã Trung trong vai Huỳnh Mẫn Đạt
- Francis Elser trong vai Đô đốc Charner
- Mai Sơn Lâm trong vai Trương Định
- Lê Bình trong vai Nguyễn Đồ Chiểu
- Châu Thế Tâm trong vai Huỳnh Tấn
- Diệp Quốc Tuấn trong vai Lâm Quang Ky
- Ánh Hoa trong vai Bà Hai
- Robert Dũng trong vai Chánh Phèn
- Lã Thiên Cầm trong vai Kim Định
- Mai Thành trong vai Phan Thanh Giản
- Khánh Linh trong vai Thắm
- Huỳnh Ngân trong vai Cô Đỏ

Cùng một số diễn viên khác...

## Ca khúc trong phim
- Anh hùng Nguyễn Trung Trực

Sáng tác: Nguyễn Hữu Tâm
Thể hiện:
- Linh thiêng Việt Nam

Sáng tác: Lê Quang
Thể hiện: Tạ Minh Tâm

## Giải thưởng
| Năm  | Giải thưởng   | Hạng mục                  | (Người) đề cử | Kết quả   | Tham khảo   |
| ---- | ------------- | ------------------------- | ------------- | --------- | ----------- |
| 2012 | Giải Mai Vàng | Nam diễn viên truyền hình | Lý Anh Tuấn   | Đề cử     | [ 6 ] [ 7 ] |
| 2012 | Giải Mai Vàng | Phim truyền hình          | —             | Đoạt giải | [ 8 ]       |